# Park Soo-bin
Pour le chanteur du groupe TXT, voir Choi Soo-bin.
Park Soo-bin (en coréen : 박수빈) ou Soobin (수빈 ; née le 14 juillet 1996 à Séoul) est une chanteuse sud-coréenne, principale membre du girl group Cosmic Girls. Elle fait partie de la Sweet Unit, une des sous-unité du groupe. Elle était membre de Y Teen, un groupe projet qui regroupait les membres de Monsta X et les membres de Cosmic Girls.
Soobin a auditionné et rejoint Starship Entertainment, où elle s'est entrainée durant 7 ans avant de débuter dans Cosmic Girls.

## Discographie

### Bande originale
| Année | Titre  | Album                      |
| ----- | ------ | -------------------------- |
| 2018  | Slowly | The Undateables OST Part 7 |

## Filmographie

### Émissions
| Année | Titre               | Réseau | Notes                             |
| ----- | ------------------- | ------ | --------------------------------- |
| 2018  | My Mad Beauty Diary | JTBC4  | Invitée à l'épisode 17            |
| 2018  | Urban Legends       | KBS    | Avec Dayoung, Yeoreum et Yeonjung |
| 2019  | The Gashinas        | So Min | Invitée                           |